# Lista de performances de Anne Hathaway

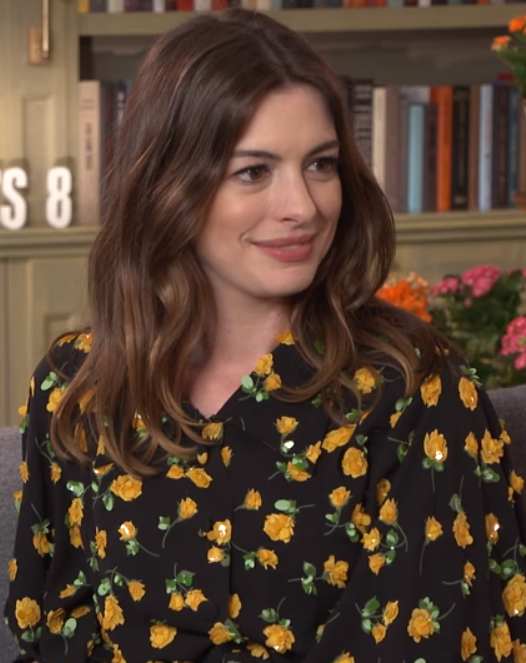
Hathaway em 2018

Anne Hathaway é uma atriz estadunidense. Ela fez sua estreia como atriz na série dramática de televisão de curta duração Get Real (1999–2000) antes de estrelar seu papel inovador de Mia Thermopolis na bem-sucedida comédia da Disney O Diário da Princesa (2001). Isso a estabeleceu como um ídolo adolescente e mais tarde ela reprisou o papel em sua sequência, Royal Engagement. No ano seguinte, Hathaway fez sua estreia nos palcos de Nova Iorque na produção de Encores! de Carnival!. Isso foi seguido por uma série de filmes para a família, como Nicholas Nickleby (2002) e Ella Enchanted (2004), que foram um fracasso de bilheteria. Em 2005, ela fez a transição para papéis mais maduros com o aclamado romance O Segredo de Brokeback Mountain. Em 2006, Hathaway estrelou ao lado de Meryl Streep na comédia dramática de grande sucesso O Diabo Veste Prada e interpretou Jane Austen no drama biográfico Becoming Jane no ano seguinte.
Hathaway foi aclamada pela crítica e indicada ao Oscar de Melhor Atriz por interpretar uma alcoólatra em recuperação em Rachel Getting Married (2008). Ela interpretou Viola na produção Twelfth Night de The Public Theatre em 2009, que lhe rendeu um Drama Desk Award de Melhor Atriz em uma Peça. Em 2010, ela ganhou um Primetime Emmy Award por Melhor Performance de Locução por fornecer sua voz para um episódio em Os Simpsons. No mesmo ano, ela interpretou a Rainha Branca na aventura de fantasia de $1 bilhão de dólares de Tim Burton, Alice no País das Maravilhas. Por seu papel como uma artista de espírito livre em Love and Other Drugs (2010), ela ganhou uma indicação ao Globo de Ouro de Melhor Atriz – Filme de Comédia ou Musical. Durante este período, Hathaway também estrelou uma série de outros sucessos de bilheteria, como Get Smart (2008), Noivas em Guerra (2009) e Valentine's Day (2010). Ela então passou a dublar uma arara-azul chamada Jade no filme de aventura e comédia animada Rio (2011) e sua sequência Rio 2 (2014).
Outro grande sucesso comercial veio em 2012 com o filme de super-herói de Christopher Nolan, The Dark Knight Rises, que arrecadou mais de $1 bilhão em todo o mundo, no qual ela interpretou Selina Kyle. No mesmo ano, sua atuação como Fantine no musical épico de Tom Hooper, Les Misérables, conquistou sua ampla aclamação e lhe rendeu o Oscar de Melhor Atriz Coadjuvante. Em 2014, ela estrelou como uma cientista da NASA em Interstellar de Nolan, e ganhou uma indicação ao Drama League Award por Desempenho Distinto por sua atuação como piloto de caça na peça Grounded (2015). Hathaway mais tarde estrelou as comédias de sucesso comercial The Intern (2015), Ocean's 8 (2018) e The Hustle (2019).

## Cinema
| Ano  | Título                                      | Papel                      | Notas                              | Ref(s) |
| ---- | ------------------------------------------- | -------------------------- | ---------------------------------- | ------ |
| 2001 | O Diário da Princesa                        | Mia Thermopolis            |                                    | [ 13 ] |
| 2001 | The Other Side of Heaven                    | Jean Sabin                 |                                    | [ 14 ] |
| 2002 | Nicholas Nickleby                           | Madeline Bray              |                                    | [ 15 ] |
| 2003 | O Reino dos Gatos                           | Haru Yoshioka (voz)        |                                    | [ 16 ] |
| 2004 | Ella Enchanted                              | Ella de Frell              |                                    | [ 17 ] |
| 2004 | The Princess Diaries 2: Royal Engagement    | Mia Thermopolis            |                                    | [ 18 ] |
| 2005 | Hoodwinked!                                 | Chapeuzinho Vermelho (voz) |                                    | [ 19 ] |
| 2005 | Havoc                                       | Allison Lang               |                                    | [ 20 ] |
| 2005 | O Segredo de Brokeback Mountain             | Lureen Newsome Twist       |                                    | [ 21 ] |
| 2006 | O Diabo Veste Prada                         | Andy Sachs                 |                                    | [ 22 ] |
| 2007 | Becoming Jane                               | Jane Austen                |                                    | [ 23 ] |
| 2008 | Get Smart                                   | Agente 99                  |                                    | [ 24 ] |
| 2008 | Get Smart's Bruce and Lloyd: Out of Control | Agente 99                  | Participação especial sem créditos | [ 25 ] |
| 2008 | Rachel Getting Married                      | Kym Buchman                |                                    | [ 26 ] |
| 2008 | Passageiros                                 | Claire Summers             |                                    | [ 27 ] |
| 2009 | Noivas em Guerra                            | Emma Allen                 |                                    | [ 28 ] |
| 2009 | Valentino: The Last Emperor                 | Ela mesma                  | Documentário                       | [ 29 ] |
| 2010 | Valentine's Day                             | Liz Curran                 |                                    | [ 30 ] |
| 2010 | Alice no País das Maravilhas                | Mirana / Rainha Branca     |                                    | [ 31 ] |
| 2010 | Love and Other Drugs                        | Maggie Murdock             |                                    | [ 32 ] |
| 2010 | 10 Mountains 10 Years                       | Narradora (voz)            | Documentário                       | [ 33 ] |
| 2011 | Rio                                         | Jade (voz)                 |                                    | [ 34 ] |
| 2011 | Um Dia                                      | Emma Morley                |                                    | [ 35 ] |
| 2012 | The Dark Knight Rises                       | Selina Kyle / Mulher-Gato  |                                    | [ 36 ] |
| 2012 | Os Miseráveis                               | Fantine                    |                                    | [ 37 ] |
| 2013 | Girl Rising                                 | Narradora (voz)            | Documentário                       | [ 38 ] |
| 2013 | Don Jon                                     | Emily Lombardo             | Participação especial              | [ 39 ] |
| 2014 | Song One                                    | Franny Ellis               | Também produtora                   | [ 40 ] |
| 2014 | Rio 2                                       | Jade (voz)                 |                                    | [ 41 ] |
| 2014 | Don Peyote                                  | Agente da TRUTH            | Participação especial              | [ 42 ] |
| 2014 | Interstellar                                | Dra. Amelia Brand          |                                    | [ 43 ] |
| 2015 | The Intern                                  | Jules Ostin                |                                    | [ 44 ] |
| 2016 | Alice Through the Looking Glass             | Mirana / Rainha Branca     |                                    | [ 45 ] |
| 2016 | Colossal                                    | Gloria                     | Também produtora executiva         | [ 46 ] |
| 2018 | Ocean's 8                                   | Daphne Kluger              |                                    | [ 47 ] |
| 2019 | Serenity                                    | Karen Zariakas             |                                    | [ 48 ] |
| 2019 | The Hustle                                  | Josephine Chesterfield     |                                    | [ 49 ] |
| 2019 | Dark Waters                                 | Sarah Barlage Bilott       |                                    | [ 50 ] |
| 2020 | The Last Thing He Wanted                    | Elena McMahon              |                                    | [ 51 ] |
| 2020 | The Witches                                 | a Grande Bruxa             |                                    | [ 52 ] |
| 2021 | Locked Down                                 | Linda                      |                                    | [ 53 ] |
| 2022 | Armageddon Time                             | Esther Graff               |                                    | [ 54 ] |
| 2023 | Eileen                                      | Rebecca St. John           |                                    | [ 55 ] |
| 2023 | She Came to Me                              | Patricia Lauddem           | Também produtora                   | [ 56 ] |
| ASA  | Mothers' Instinct                           | Celine                     | Pós-produção                       | [ 57 ] |
| ASA  | The Idea of You                             | Solène                     | Pós-produção; também produtora     | [ 58 ] |

## Teatro
| Ano  | Título                    | Papel                    | Local                           | Ref(s) |
| ---- | ------------------------- | ------------------------ | ------------------------------- | ------ |
| 2002 | Carnival!                 | Lili                     | Centro da cidade de Nova Iorque | [ 59 ] |
| 2003 | The Woman in White        | Laura Fairlie            | Sydmonton Workshop              | [ 60 ] |
| 2005 | Children and Art          | Artista                  | Teatro New Amsterdam            | [ 61 ] |
| 2009 | Noite de Reis             | Viola                    | Teatro Delacorte                | [ 62 ] |
| 2015 | Grounded                  | Piloto sem nome          | The Public Theater              | [ 63 ] |
| 2017 | The Children's Monologues | Mulher com amante infiel | Carnegie Hall                   | [ 64 ] |

## Televisão
| Ano       | Título                         | Papel                   | Notas                                                             | Ref(s) |
| --------- | ------------------------------ | ----------------------- | ----------------------------------------------------------------- | ------ |
| 1999–2000 | Get Real                       | Meghan Green            | 22 episódios                                                      | [ 65 ] |
| 2007      | Elmo's Christmas Countdown     | Ela mesma               | Especial de televisão                                             | [ 66 ] |
| 2008      | Saturday Night Live            | Apresentadora           | Episódio: "Anne Hathaway/The Killers"                             | [ 67 ] |
| 2009      | Os Simpsons                    | Jenny (voz)             | Episódio: "The Good, the Sad and the Drugly"                      | [ 68 ] |
| 2010      | Os Simpsons                    | Princesa Penelope (voz) | Episódio: "Once Upon a Time in Springfield"                       | [ 69 ] |
| 2010      | Saturday Night Live            | Apresentadora           | Episódio: "Anne Hathaway/Florence + the Machine"                  | [ 70 ] |
| 2010      | Family Guy                     | Mãe Maggie (voz)        | Episódio: "Go, Stewie, Go!"                                       | [ 71 ] |
| 2010      | Family Guy                     | Ela mesma (voz)         | Episódio: "April in Quahog"                                       | [ 72 ] |
| 2011      | 83º Óscar                      | Apresentadora           | Especial de televisão; co-apresentadora com James Franco          | [ 73 ] |
| 2011      | Family Guy                     | Loira Gostosa (voz)     | Episódio: "It's a Trap!"                                          | [ 74 ] |
| 2012      | Saturday Night Live            | Apresentadora           | Episódio: "Anne Hathaway/Rihanna"                                 | [ 75 ] |
| 2012      | Os Simpsons                    | Jenny (voz)             | Episódio: "Moonshine River"                                       | [ 76 ] |
| 2015      | HitRecord on TV                | Vivica Virus            | Episódio: "Re: The Number Two"                                    | [ 77 ] |
| 2015      | Lip Sync Battle                | Ela mesma               | Episódio: "Anne Hathaway vs. Emily Blunt"                         | [ 78 ] |
| 2016      | Documentary Now!               | Ela mesma               | Episódio: "Mr. Runner Up: My Life as an Oscar Bridesmaid, Part 2" | [ 79 ] |
| 2019      | Modern Love                    | Lexi                    | 2 episódios                                                       | [ 80 ] |
| 2020      | Sesame Street: Elmo's Playdate | Ela mesma               | Especial de televisão                                             | [ 81 ] |
| 2021      | RuPaul's Drag Race             | Ela mesma               | Episódio: "Social Media: The Unverified Rusical"                  | [ 82 ] |
| 2021      | Solos                          | Leah                    | Episódio: "LEAH"                                                  | [ 83 ] |
| 2022      | WeCrashed                      | Rebekah Neumann         | Minissérie (8 episódios); também produtora executiva              | [ 84 ] |
| 2022      | Storybots: Answer Time         | Senhora Agente Secreta  | Episódio: "Lasers"                                                |        |

## Discografia
| Título              | Ano  | Melhores posições nas tabelas | Melhores posições nas tabelas | Melhores posições nas tabelas | Melhores posições nas tabelas | Melhores posições nas tabelas | Álbum                                                         |
| Título              | Ano  | CAN                           | ESP                           | IRL                           | UK                            | US                            | Álbum                                                         |
| ------------------- | ---- | ----------------------------- | ----------------------------- | ----------------------------- | ----------------------------- | ----------------------------- | ------------------------------------------------------------- |
| "I Dreamed a Dream" | 2012 | 77                            | 21                            | 26                            | 22                            | 69                            | Les Misérables: Highlights from the Motion Picture Soundtrack |

Participações especiais
| Canção                                  | Ano  | Artista(s)                                                                                          | Álbum                                                         |
| --------------------------------------- | ---- | --------------------------------------------------------------------------------------------------- | ------------------------------------------------------------- |
| "Don't Go Breaking My Heart"            | 2004 | Jesse McCartney e Anne Hathaway                                                                     | Ella Enchanted (soundtrack)                                   |
| "You Make Me Feel Like Dancing (Remix)" | 2004 | Anne Hathaway                                                                                       | Ella Enchanted (soundtrack)                                   |
| "Somebody to Love"                      | 2004 | Anne Hathaway                                                                                       | Ella Enchanted (soundtrack)                                   |
| "Great Big World"                       | 2005 | Anne Hathaway                                                                                       | Hoodwinked (Original Motion Picture Soundtrack)               |
| "Take, O Take Those Lips Away"          | 2009 | Anne Hathaway e Illyrian Marching Band                                                              | Noite de Reis                                                 |
| "Full Phathom Five"                     | 2009 | Anne Hathaway, Hem e Audra McDonald                                                                 | Noite de Reis                                                 |
| "Come Away Death"                       | 2009 | Anne Hathaway, David Pittu, Raúl Esparza e Illyrian Marching Band                                   | Noite de Reis                                                 |
| "Real in Rio"                           | 2011 | Anne Hathaway, Jesse Eisenberg, Jamie Foxx, George Lopez, will.i.am e The Rio Singers com Hollywood | Rio                                                           |
| "Hot Wings (I Wanna Party)"             | 2011 | Anne Hathaway, will.i.am e Jamie Foxx                                                               | Rio                                                           |
| "At the End of the Day"                 | 2012 | Hugh Jackman, Anne Hathaway, Foreman, Garotas da Fábrica e Elenco                                   | Les Misérables: Highlights from the Motion Picture Soundtrack |
| "I Dreamed a Dream"                     | 2012 | Anne Hathaway                                                                                       | Les Misérables: Highlights from the Motion Picture Soundtrack |
| "Epilogue"                              | 2012 | Amanda Seyfried, Anne Hathaway, Colm Wilkinson, Eddie Redmayne e Hugh Jackman                       | Les Misérables: Highlights from the Motion Picture Soundtrack |
| "What is Love"                          | 2014 | Janelle Monáe, Jamie Foxx, Anne Hathaway e Jesse Eisenberg                                          | Rio 2                                                         |
| "Don't Go Away"                         | 2014 | Anne Hathaway e Flavia Maia                                                                         | Rio 2                                                         |
| "Afraid of Heights"                     | 2015 | Anne Hathaway e Johnny Flynn                                                                        | Song One: Original Motion Picture Soundtrack                  |
| "At the Ballet" (from A Chorus Line)    | 2016 | Barbra Streisand, Daisy Ridley e Anne Hathaway                                                      | Encore: Movie Partners Sing Broadway                          |